# Георги Попандов
Георги Попандов (изписване до 1945 година: Георги Попъ Андовъ; на македонска литературна норма: Георги Поп Андов) е виден лекар, фтизиатър от Социалистическа Република Македония, основател на фтизиатрията в Битоля, като основател на Специалната болница за туберкулоза.

## Биография
Роден е в 1903 година във Велес, тогава в Османската империя. В 1931 година завършва Медицинския факултет на Грацкия университет. Специализира в Института за фтизиатрия в Словения. Работи като общопрактикуващ лекар в родния си град. След освобождението и присъединяването на града към България, от април до август 1941 година е управител на Здравната станция във Велес. След това е на частна практика. В август 1944 година става лекар на партизанската военна болница в Горно Врановци и Горно Яболчище. След сливането на държавната и военната болница става околийски лекар.
В юни 1950 година е назначен за шеф на новосформираната Специална болница за туберкулоза в Битоля, разположена в сградата на старата турска болница. Болницата освен модерно здравно заведение става и важен обучителен център по фтизиатря. За дейността си Попанов получава званието примариус.
В 1966 година с интегрирането на здравните заведение в Битоля в Медицински център, на който болницата става Пневмо-фтизиатрично отделение, Попандов се връща във Велес, където умира в 1969 година.